# Frans Decap
Frans Decap (1895-1972) was de oprichter van de orgelfabriek Decap in Herentals.
Frans Decap was ook een van de medeoprichters van het bedrijf Gebroeders Decap Antwerpen. Hij verliet dit bedrijf in 1934 om in Herentals een eigen orgelfabriek op te richten. Zijn vader Aloïs Decap heeft daarmee de grond gelegd voor twee verschillende orgelfabrieken in België. In 1957 nam zijn zoon François Decap het bedrijf over, dat geen zakelijke banden heeft met de onderneming in Antwerpen. De kleinkinderen Tony en Frank zijn ook actief geworden in zijn familiebedrijf in Herentals.
Familie Anneessens · Charles Anneessens · Jules Anneessens · Pieter-Hubertus Anneessens · Frans Boon · Arnold Clerinx · George Cloetens · Gebroeders Decap Antwerpen · Frans Decap · Delhaye · Familie Delmotte · De Volder · Philippe Forrest · Hooghuys · Kerckhoff · Loncke · Loret (familie) · Leo Lovaert · Mortier · Joris Potvlieghe · Pierre Schyven · Theodoor Smet · Gebroeders Van Bever · Pieter-Adam Van Dinter · Charles Louis Vanhoutte · Van Peteghem · Familie Verbeeck · Vereecken · Wim Winters